# Alfred Essler
Alfred Essler (* 23. Oktober 1929 in Troppau, Tschechoslowakei; † 2013 in Berchtesgaden) war ein deutscher Bildhauer und Keramiker.

## Leben und Wirken

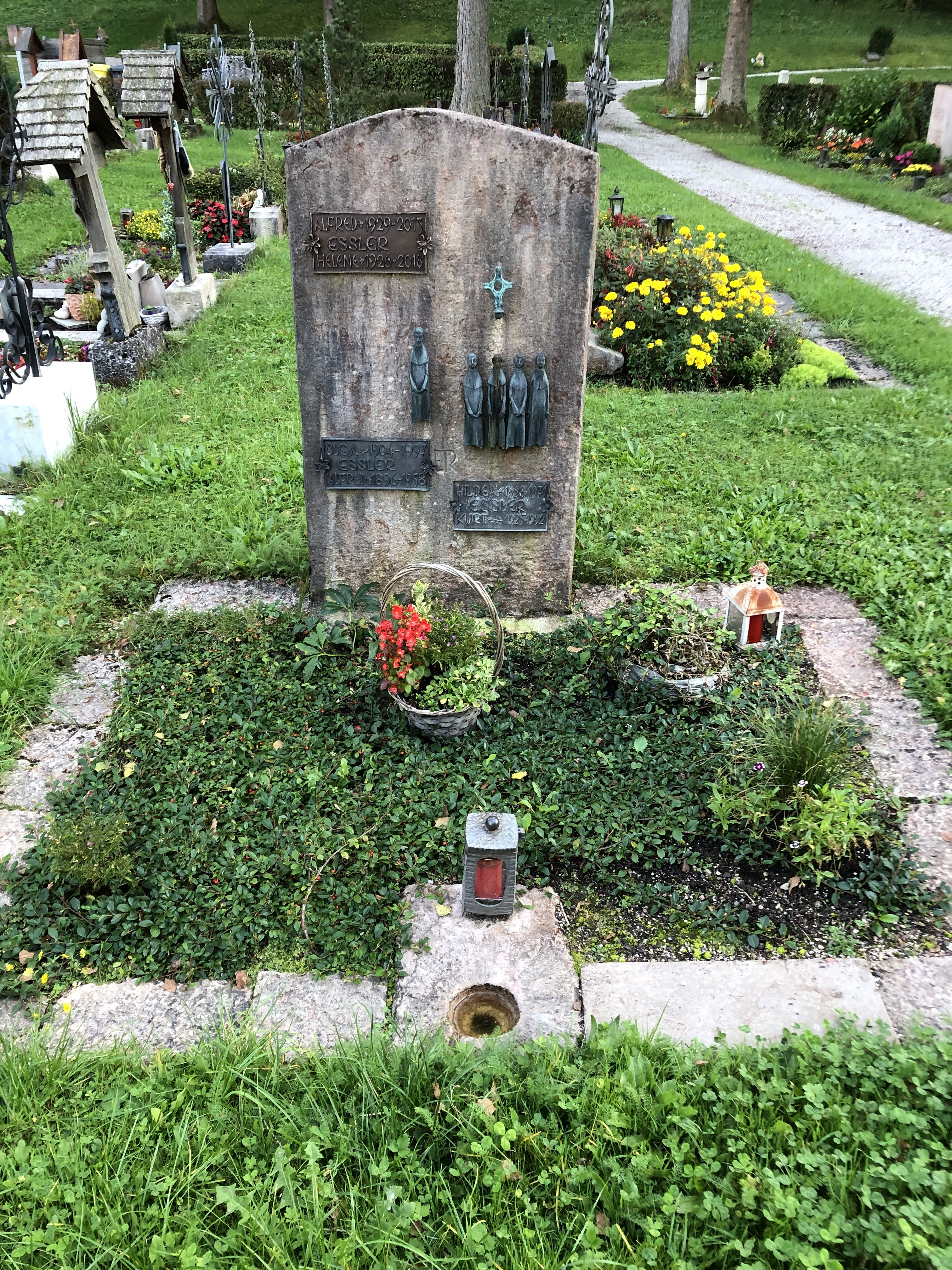
Grab von Alfred Essler

Alfred Essler gelangte 1947 als knapp 18-Jähriger infolge seiner Flucht oder Vertreibung aus der Tschechoslowakei nach Berchtesgaden und lebte dort bis an sein Lebensende 2013.
Den Anfang für seinen Werdegang als Künstler nahm er als Schüler von Georg Schelle (1906–1965) in der Berchtesgadener Schnitzschule sowie in einer frisch zusammengestellten Bildhauerklasse in Salzburg, wo er auch von Giorgio Manzu inspiriert wurde. Schon bald entwickelte er seinen eigenen Stil und setzte einen Schwerpunkt auf Tafeln aus Keramik oder Bronze sowie häufig in Verbindung mit Architektur z. B. Brunnen oder auch bronzene Türgriffe (u. a. an der Berchtesgadener Stiftskirche). Daneben erstellte er auch freistehende Skulpturen aus Stein. Mit seinen Werken hatte er zahlreiche Ausstellungen u. a. in Köln und im Haus der Kunst in München.
Nach seinem Tod fand er auf dem Bergfriedhof in Schönau am Königssee seine letzte Ruhestätte.

## Werke (Auswahl)

Kederbacher-Denkmal in Ramsau bei Berchtesgaden

- Türgriffe aus Bronze an der Berchtesgadener Stiftskirche[1]
- St. Andreas-Keramik über dem Eingang des katholischen Pfarrheims in Berchtesgaden[1]
- Türgriffe aus Bronze an der Berchtesgadener Kreissparkasse
- „Reliquar“ bzw. Behälter für eine Reliquie von Kaspar Stangassinger in Berchtesgaden[3]
- Brunnendenkmal zu Ehren des alten Kederbachers in Ramsau bei Berchtesgaden, der als erster 1880 die Watzmann-Ostwand durchstiegen hat
- Ausgestaltung von Taufbecken, Kirchenfenster und Türgriffe der Pfarrkirche St. Michael im Bischofswiesener Ortsteil Strub (1962)[4]
- Wandrelief an der Grundschule Am Bacheifeld in Berchtesgaden (1966)[5]
- Sieben Brunnen in Bad Reichenhall, darunter den „Hallos-Brunnen“ und den „Schultze-Delitzsch-Brunnen“[6]
- Die sieben leibliche Werke der Barmherzigkeit als bronzene Bildtafeln sowie Tafeln für zwei weitere Kirchenportale nebst der gesamten künstlerischen Innenausstattung in der Filialkirche St. Joseph der Prämonstratenser Abtei Hamborn in Duisburg-Hamborn (1960er bis 1980er Jahre)[7]
- Ausstattung der Kirche St. Marien im Bochumer Stadtteil Stiepel:
  - Mariä Verkündigung, Hauptportal (1976)
  - Flucht nach Ägypten, Seitenportal (1980)
  - Taufbrunnen mit Taufbrunnenkuppel (1985)
- Blindenheilung durch den heiligen Ludgerus, Relief am Barthelhof in Ahlen (1990)[8]

## Ausstellungen (Auswahl)
- 2019: Postume Retrospektive zu Alfred Esslers 90. Geburtstag vom 31. August bis 31. Oktober 2019 im Schloss Adelsheim in Berchtesgaden[9][10][11][12]